# Michael Groß (nuotatore)
Michael Groß (Francoforte sul Meno, 17 giugno 1964) è un ex nuotatore tedesco.

## Carriera
Alto 2,02 metri, è stato soprannominato L'Albatros per la sua notevole apertura di braccia, che raggiunge i 2,27 metri. È stato protagonista, assieme allo statunitense Matt Biondi, delle competizioni a stile libero e delfino degli anni ottanta. Proprio in questo periodo è stato il dominatore della gara dei 200 m farfalla, migliorando per quattro volte il record del mondo e conquistando numerosi titoli olimpici, mondiali e continentali. In totale, in carriera, ha migliorato dodici record del mondo.
È stato nominato sportivo dell'anno in Germania per quattro volte (1982, 1983, 1984 e 1988). La rivista Swimming World Magazine lo ha eletto Nuotatore dell'anno nel 1985 e Miglior nuotatore europeo per cinque anni consecutivi (dal 1982 al 1986). Si è ritirato dalle competizioni dopo i Mondiali di Perth del 1991.
Dopo il ritiro si è dedicato agli studi universitari: nel 1994 si è laureato con una tesi dal titolo Ästhetik und Öffentlichkeit: die Publizistik der Weimarer Klassik ("Estetica e pubblico: il giornalismo del classico di Weimar"). Nel 1995 è stato inserito nella International Swimming Hall of Fame, la Hall of Fame internazionale del nuoto. Oggi, sposato e padre di due figli, è a capo di un'agenzia di pubbliche relazioni e per questo motivo si fece il suo nome come possibile promotore di una non realizzata candidatura della città di Lipsia come sede dei Giochi del 2012. Aveva già ricoperto un incarico del genere in occasione della candidatura di Berlino per i Giochi del 2000, suscitando un discreto scandalo per l'alto compenso ricevuto.

## Palmarès
- Olimpiadi:

Los Angeles 1984: oro nei 200 m stile libero e nei 100 m delfino, argento nei 200 m delfino e nella staffetta 4x200 m sl.
Seul 1988: oro nei 200 m delfino, bronzo nella staffetta 4x200 m sl.
- Mondiali:

Guayaquil 1982: oro nei 200 m stile libero e nei 200 m delfino, argento nei 100 m delfino, bronzo nella staffetta 4x200 m sl e nella 4x100 m mx.
Madrid 1986:  oro nei 200 m stile libero e nei 200 m delfino, argento nella 4x200 m sl e nella staffetta 4x100 m mx.
Perth 1991: oro nella staffetta 4x200 m sl, argento nei 100 m e nei 200 m delfino, bronzo nella staffetta 4x100 m mx.
- Europei:

Spalato 1981: oro nei 200 m delfino, argento nella staffetta 4x200 m sl, bronzo nella staffetta 4x100 m sl.
Roma 1983: oro nei 200 m stile libero, nei 100 m e 200 m delfino e nella staffetta 4x200 m sl, argento nella staffetta 4x100 m mx.
Sofia 1985: oro nei 100 m stile libero, nei 100 m e nei 200 m delfino, nella staffetta 4x100 m sl, nella 4x200 m sl e nella 4x100 m mx.
Strasburgo 1987: oro nei 200 m delfino e nella staffetta 4x200 m sl, argento nei 100 m delfino e nella 4x100 m sl, bronzo nei 200 m stile libero.

## Riconoscimenti
- World Swimmer of the Year: 1985
- European Swimmer of the Year: 1982, 1983, 1984, 1985, 1986